# Damòfila
Damòfila (en llatí Damophyle, en grec antic Δαμοφύλη) fou una poeta lírica de Pamfília, que va tenir com a mestra Safo i en va ser companya, cap a l'any 611 aC. Igual que Safo, va instruir altres noies en la poesia lírica.
Va compondre poemes i himnes eròtics. Filòstrat d'Atenes diu que els himnes que es van cantar en honor d'Àrtemis a Perge van ser compostos per ella a la manera dels eolis i dels pàmfils.